# Schwere Stunde
Schwere Stunde ist eine novellistische Studie, die Thomas Mann zum Schillerjahr 1905 als Auftragsarbeit für den Simplicissimus geschrieben hat.

## Inhalt
Erzählt wird eine schwere Stunde aus dem Leben des großen deutschen Dichters in einer Nacht des Jahres 1796, als er mit dem Stoff seines Wallenstein gerungen hat. Der Dezemberwind faucht durch die Gassen von Jena und Schiller leidet unter seiner hitzigen Brustkrankheit. Der Arzt möchte ihn am liebsten im Zimmer halten. Auch Goethe, sein Freund-Feind, der drüben in Weimar so sehr Rücksicht auf die eigene Gesundheit nimmt, hat ihm zu mehr Schonung geraten. Aber davon will Schiller nichts wissen. Er muss den Wallenstein jetzt schreiben. Dem Text fehle der Schwung. So sei er nicht aufführbar. Wenn er an Körner (Christian Gottfried Körner [1756–1831], Förderer Schillers) schriebe, schimpfte der und hielte ihm den erfolgreichen Don Carlos vor. Schiller widerspricht der landläufigen Meinung, Talent sei ein Göttergeschenk. Talent sei eine Geißel, postuliert er. Was mache dann groß? Wenn er die Qualen missachte und weitermache. Er leide, wenn er arbeite. Egoistisch schaffe er das Besondere. Gleichzeitig beneide er den Freund-Feind, der drüben in Weimar sinnlich, göttlich-unbewusst leichthin dichte. Die schöne Klage endet zuversichtlich:

„Und es wurde fertig, das Leidenswerk. Es wurde vielleicht nicht gut, aber es wurde fertig. Und als es fertig war, siehe, da war es auch gut.“

## Ausgaben
- Erstdruck: In «Simplicissimus» München, Jg. 10, 9. Mai 1905
- Erste Buchveröffentlichung: In «Das Wunderkind», Novellen. Berlin: S. Fischer [1914] (Fischers Bibliothek zeitgenössischer Romane, Bd. 6)
- Thomas Mann: Sämtliche Erzählungen. Band 1. Fischer-Taschenbuch-Verlag, Frankfurt 1987, ISBN 3-10-348115-2, S. 364–372